# The Chieftains
The Chieftains es una banda irlandesa de música tradicional, fundada en Dublín en 1963, año de la grabación de su primer LP titulado simplemente The Chieftains. Su composición inicial fue Paddy Moloney (gaita irlandesa), Martin Fay (violín y huesos, instrumento de percusión tradicional), Seán Potts (whistle) y David Fallon (bodhrán). Todos ellos eran músicos procedentes de Ceoltóirí Cualann, la orquesta de Seán O'Ríada y de la escena de pubs de Dublín. El éxito de la formación exclusivamente instrumental fue una sorpresa, ya que la emergente escena folk irlandesa se nutría principalmente de los aportes que los cantantes de grupos como The Dubliners o The Clancy Brothers realizaban. 
La formación publicó su segundo disco, The Chieftains 2, en 1969 con algunos cambios: Seán Keane se incorporó como violinista y Peadar Mercier reemplazó a David Fallon en el bodhrán. El año 1971, en que su tercer disco The Chieftains 3 salió al mercado supuso el despegue de la banda y el reconocimiento a su estilo, fuertemente tradicional pero con innovaciones enriquecedoras. La banda tocó por primera vez en los Estados Unidos de América en 1972, a lo que siguieron varias giras en 1973 y 1974.
Sus componentes: Paddy Moloney, Matt Molloy, Kevin Conneff, Seán Keane, Martín Fay (abandonó la banda en 2001), y Derek Bell (fallecido en 2002) han realizado en el grupo treinta y tres grabaciones, aparte de las realizadas por cada uno por separado. El grupo también ha realizado proyectos para revitalizar el folclore Irlandés aunque últimamente han intentado llevar su música hacia una fusión con la música de otros artistas como pueden ser The Corrs, Mark Knopfler, Mick Jagger, Sting, Carlos Núñez, Sinéad O'Connor, Kepa Junkera o Ry Cooder. Varios de sus trabajos más importantes son "An irish Evening", "The celtic harp", "The long black veil" y "Santiago".
En 2010, acompañados de Ry Cooder, lanzaron el álbum "San Patricio", que pretende ser un homenaje al Batallón homónimo, que peleó junto al Ejército Mexicano en la Guerra contra los Estados Unidos de 1846 a 1848. En este álbum participan también reconocidos artistas mexicanos como Lila Downs, Los Tigres del Norte y Chavela Vargas.

## Discografía
1. The Chieftains 1 (1963)
2. The Chieftains 2 (1969)
3. The Chieftains 3 (1971)
4. The Chieftains 4 (1973)
5. The Chieftains 5 (1975)
6. Barry Lyndon (1975)
7. The Chieftains 6: Bonaparte's Retreat (1976)
8. The Chieftains 7 (1977)
9. The Chieftains Live!  (1977)
10. The Chieftains 8 (1978)
11. The Chieftains 9: Boil the Breakfast Early (1979)
12. The Chieftains 10: Cotton-Eyed Joe (1980)
13. The Year of the French (1981)
14. The Grey Fox (1982)
15. The Chieftains in China (1985)
16. Ballad of the Irish Horse (1986)
17. Celtic Wedding (1987)
18. In Ireland ("James Galway and the Chieftains") (1987)
19. Irish Heartbeat - With Van Morrison (1988)
20. The Tailor Of Gloucester (1988)
21. A Chieftains Celebration (1989)
22. Over the Sea To Skye: The Celtic Connection - With James Galway (1990)
23. Treasure Island (1990)
24. Bells of Dublin (1991)
25. Reel Music: The Film Scores (1991)
26. Another Country (1992)
27. An Irish Evening (1992)
28. Best of the Chieftains (1992)
29. The Magic of The Chieftains (1992)
30. The Celtic Harp: A Tribute To Edward Bunting (1993)
31. The Long Black Veil (1995)
32. Film Cuts (1996)
33. Santiago (1996)
34. I Know my Love (con The Corrs) [Single] (1996)
35. Long Journey Home (1998)
36. Fire in the Kitchen (1998)
37. Tears of Stone (1999)
38. The Very Best of Claddagh Years (1999)
39. Water From the Well (2000)
40. The Chieftains Collection: The Very Best of the Claddagh Years, Volume 2 (2001)
41. The Wide World Over (2002)
42. Down the Old Plank Road: The Nashville Sessions (2002)
43. Further Down the Old Plank Road (2003)
44. Live From Dublin: A Tribute To Derek Bell (2005)
45. The Essential Chieftains (2006)
46. San Patricio (The Chieftains featuring Ry Cooder) (2010)
47. Voice of Ages  (2012)